# Martha Lucía Tamayo Fernández
Martha Lucía Tamayo Fernández es una científica médica colombiana egresada de la Pontificia Universidad Javeriana con especialización en Genética Clínica y Dismorfología. También es comunicadora social y periodista egresada de la Universidad Jorge Tadeo Lozano.
Martha Lucía presenta una condición de discapacidad denominada Displasia Ósea, la cual le fue diagnosticada a sus veintidós años de edad al terminar el pregrado de Medicina. Sin embargo, el descubrimiento de su enfermedad la llevó a investigar sus características para diseñar su propio tratamiento ya que esta es incurable y así mismo, mejorar su calidad de vida sin dejar de acudir a fisioterapeutas y ortopedistas. Aparte de adquirir conocimiento sobre su condición en beneficio propio, Tamayo ha participado en más de sesenta proyectos científicos y sociales para el apoyo de personas con condición de discapacidad física-cognitiva y adicional a eso, es la primera mujer en ser miembro de la Academia Nacional de Medicina.
Como reconocimiento por su trabajo y aporte a la sociedad, Tamayo ha sido premiada en varias ocasiones, entre estos, recibiendo en dos ocasiones, el Premio de la Academia Nacional de Medicina,Laboratorio Rhone Poulenc y Academia Nacional de Medicina en los años 1997 y 1998. Otro de sus reconocimiento fue el Premio Bienal 2007 al Investigador Javeriano,PONTIFICIA UNIVERSIDAD JAVERIANA en el año 2007. Dentro de sus avances en la investigación, en el año 2005; hizo la publicación de su libro Tragicomedia médica: primer acto ¡que risa, todos lloraban! (un año de internado en Villa-Miseria) en la que ella cuenta su historia al enfrentarse al mundo y el cual fue respaldo por la Academia Nacional de Medicina y al Instituto de Genética Humana.
“Mi obsesión es el humor, porque siempre lo vi como una terapia”, esto indica Tamayo en una entrevista para la Revista Semana en el año 2017 al reconocer que una discapacidad no es un impedimento para tener una mejor calidad de vida ni para ser feliz a pesar de las adversidades.